# Dash & Lily
Dash & Lily (estilizada como DASH & LILY) é uma série de televisão americana de comédia romântica criada por Joe Tracz e baseada na série de livros Dash & Lily's Book of Dares de David Levithan e Rachel Cohn. A série de 8 episódios estreou na Netflix em 10 de novembro de 2020. Em outubro de 2021, a série foi cancelada após uma temporada.

## Premissa
Durante a temporada de férias de Natal, dois adolescentes que vivem na cidade de Nova York desenvolvem sentimentos românticos mútuos à medida que se abrem um para o outro trocando mensagens e desafios em um caderninho vermelho por uma infinidade de locais. Ao longo do caminho, eles lidam com como seu romance florescente afeta e é impactado por amigos, familiares e interesses amorosos anteriores.

## Elenco

### Principal
- Midori Francis como Lily, uma garota de 17 anos que está a procura de um amor
- Austin Abrams como Dash, um adolescente que odeia o Natal[4]
- Dante Brown como Boomer, melhor amigo de Dash
- Troy Iwata como Langston, irmão mais velho de Lily

### Recorrente
- Keana Marie como Sofia, ex-namorada de Dash
- Michael Cyril Creighton como Jeff, o Elfo/Drag Queen (porteiro da festa), um intérprete local
- Patrick Vaill como Mark, um balconista da Strand Bookstore
- William Hill como Papai Noel/Tio Sal, tio paterno de Lily e Langston
- Leah Kreitz como Aryn, uma membro do grupo do coral de Lily
- Ianne Fields Stewart como Roberta, uma membro do grupo do coral de Lily
- Agneeta Thacker como Priya, melhor amiga de Sofia
- James Saito como Arthur Mori, avô materno nipo-americano de Lily e Langston
- Gideon Emery como Adam, pai de Lily e Langston
- Jennifer Ikeda como Grace, mãe de Lily e Langston
- Diego Guevara como Benny, namorado de Langston
- Glenn McCuen como Edgar Thibaud, o valentão de Lily do ensino médio
- Jodi Long como Lillian/"Sra. Basil E.", tia-avó materna de Lily e Langston e irmã de Arthur
- Michael Park como Gordon, pai de Dash

### Participação
- Nick Blaemire como Dov, um adolescente judeu americano e um dos "Challah Back Boys"
- Trevor Braun como Yohnny, um adolescente judeu americano e um dos "Challah Back Boys"
- Nick Jonas como ele mesmo[5][6]
- Jonas Brothers como eles mesmos[5][6] (Performando "Like It's Christmas")
- Gina Rodriguez como ela mesma[7] (voz em off)

## Episódios

### 1.ª Temporada (2020)[8]
| N.º na série | N.º na temp. | Título (no Brasil)                     | Dirigido por      | Escrito por            | Lançamento             |
| --- | ------------ | -------------------------------------- | ----------------- | ---------------------- | ---------------------- |
| 1 | 1            | "Dash"                                 | Brad Silberling   | Roteiro por: Joe Tracz | 10 de novembro de 2020 |
| Dash é um adolescente que vive em Nova York e despreza o Natal. Seu pai saiu da cidade nas férias de Natal, junto com muitos dos pais de seus colegas. Na noite de 17 de dezembro na livraria Strand Bookstore, ele se depara com um caderno com uma mensagem escrita na frente: "Você se atreve?". Ele então segue uma série de pistas dentro do caderno para começar a procurar a identidade da autora, deixando para ela escrever uma resposta. No dia seguinte, ele encontra o caderno em uma Two Boots onde seu melhor amigo Boomer trabalha. Boomer afirma que não conseguiu pegar a garota misteriosa nas imagens de segurança da pizzaria. Os dois acabam seguindo as instruções do caderno para tentar tirar um chapéu de um intérprete de Papai Noel de shopping. Embora um segurança e um intérprete de elfo os escoltem à força, Dash consegue escapar com o chapéu e encontra o nome da autora, Lily, costurado na frente. |              |                                        |                   |                        |                        |
| 2 | 2            | "Lily"                                 | Brad Silberling   | Joe Tracz              | 10 de novembro de 2020 |
| Lily é uma adolescente tímida de 17 anos de ascendência mista europeia e japonesa que nunca experimentou um amor romântico, em contraste com o resto de sua família. Semelhante a Dash, seus pais e avô saíram da cidade nas férias de Natal. Com o incentivo e a contribuição de seu irmão mais velho Langston, Lily planeja deixar um caderno com pistas enigmáticas para um potencial interesse romântico ler para que ele possa encontrá-la. Depois de receber a resposta de Dash à sua enigmática inicial, ela visita Boomer no Two Boots e deixa o caderno para Dash responder enquanto avisa Boomer para não dizer a Dash que a viu. Dash então segue as instruções de Lily para roubar o chapéu de um intérprete de Papai Noel enquanto Boomer distrai Jeff, um intérprete de elfo. O intérprete do Papai Noel insulta e ameaça Dash antes que o garoto pegue seu chapéu e fuja, levando ele e Boomer a serem escoltados à força para fora do shopping. Mais tarde naquela noite, Lily agradece a seu tio Sal, que acaba por ser o intérprete do Papai Noel, por sua ajuda em seu plano. |              |                                        |                   |                        |                        |
| 3 | 3            | "Hannukah" "Chanuca"                   | Pamela Romanowsky | Carol Barbee           | 10 de novembro de 2020 |
| Durante uma de suas trocas de cadernos, Lily conta a Dash sobre o pior Natal que ela consegue se lembrar. Dash então a desafia a participar de uma festa de dança de Chanucá selvagem e subterrânea organizada por dois adolescentes que se chamam de "Challah Back Boys", com a intenção de empurrá-la para fora de sua zona de conforto. Durante a festa, ela se esconde em um banheiro, mas retorna ao ler uma mensagem encorajadora de Dash escrita no espelho. Enquanto ela se aquece para dançar com os outros convidados da festa, ela inadvertidamente encontra Edgar: um ex-valentão do ensino médio que aparentemente está feliz em vê-la novamente, mas a insulta chamando-a de "estranha". Lily então foge da festa e deixa para trás uma de suas botas vermelhas em um pedaço de neve. Seu avô Arthur, que voltou inesperadamente para a cidade, descobre que ela fugiu do apartamento da família tarde da noite e a coloca de castigo. |              |                                        |                   |                        |                        |
| 4 | 4            | "Cinderella" "Cinderela"               | Pamela Romanowsky | Carol Barbee           | 10 de novembro de 2020 |
| Dash encontra a bota de Lily, mas descobre que ela esqueceu de deixar o caderno na festa. Depois de ler sua resposta infeliz à sua mensagem no espelho, ele tenta rastrear a dona da bota e descobre que ela foi comprada do Theatre Development Fund por uma misteriosa "Lillian St. Claire DuBois". Ele convence uma balconista a dar-lhe o endereço da compradora, que acaba por ser a tia-avó de Lily, Lillian, uma gerente de palco de sucesso conhecida alternadamente pelo apelido de "Sra. Basil E.". Ela gosta de Dash quando ele diz a ela que fez um grande esforço para encontrar Lily porque ele quer saber se ela está bem. Lillian então confronta seu irmão Arthur sobre o castigo de Lily e diz a sua sobrinha-neta que Dash ainda se importa com ela. Finalmente, o avô de Lily a leva para comer pizza no Two Boots. Lily dá o caderno para Boomer, que devolve o caderno para Dash. Dash lê a mensagem de Lily de que, embora a festa de Chanucá tenha sido assustadora, ela a abriu para um novo mundo, então ela quer fazer o mesmo por ele. Pouco depois de uma placa dizendo "Acredite" iluminar a cabeça de Dash, ele recebe uma mensagem de texto de sua ex-namorada Sofia. |              |                                        |                   |                        |                        |
| 5 | 5            | "Edgar and Sofia" "Edgar e Sofia"      | Fred Savage       | Lauren Moon            | 10 de novembro de 2020 |
| Dash e Lily hesitam em contar um ao outro sobre os retornos de Sofia e Edgar, respectivamente. Para seu próximo desafio, Lily frequenta uma aula de artes e ofícios onde os participantes devem literalmente quebrar suas criações. Ela se recusa a destruir sua marionete e encontra consolo em um parque de cães, onde Edgar chega inesperadamente e revela que ainda está usando a mesma pulseira de amizade que ela lhe deu no ensino médio, ele então a convida para uma noite de poesia. Lily está hesitante até Langston dizer a ela que sua família se mudará para Fiji em breve. Ela finalmente desconta sua frustração em vários bonecos de neve, depois desabafa sua raiva em relação a Edgar na festa de poesia. Edgar pede desculpas e convida Lily para um encontro, surpreendendo-a. Enquanto isso, Dash aprende a fazer mochi com um grupo de avós japonesas. Naquela noite, seu pai Gordon volta para casa com sua nova namorada Leeza e convida ele e Sofia para um jantar duplo. No jantar, Dash aceita o convite de Sofia para uma festa de véspera de Natal organizada pela colega Priya. Mais tarde, Edgar diz a Dash e Sofia que ele trará sua própria acompanhante, mas Dash não sabe que ele está se referindo a Lily. |              |                                        |                   |                        |                        |
| 6 | 6            | "Christmas Eve" "Véspera de Natal"     | Fred Savage       | Harry Tarre            | 10 de novembro de 2020 |
| Langston pede desculpas a Lily por discutir com ela sobre a decisão de sua família de se mudar para Fiji e a encoraja a convidar Dash para um encontro através do caderno. Lily tem uma reunião de emergência com Boomer no Two Boots para discutir sobre Dash estar passando o tempo com Sofia, mas Boomer não sabe que Sofia voltou. Na festa de véspera de Natal de Priya, Boomer chega com o caderno e encontra Dash com Sofia. Irritado por Dash não ter contado a verdade, ele pede a seu amigo que não desista de Lily. Depois que ele sai, Dash e Lily finalmente se encontram, mas antes que Lily possa se apresentar pelo nome, ela e Dash são interrompidos respectivamente por Edgar e Sofia. Em um jogo de Verdade ou Desafio, Sofia desafia Dash a "viajar no tempo" com ela para a Biblioteca e Museu Morgan, onde eles tiveram seu primeiro encontro; enquanto Lily não pode responder a várias perguntas sobre romance porque ela nunca esteve em um encontro. Ela tenta sair da festa, mas Edgar a intercepta e quase a beija antes que seu telefone o interrompa. Na biblioteca, Sofia admite que ela e Dash não trabalham bem juntos porque ele mudou e nunca foi completamente honesto com ela, mas ela quer que eles sejam mais do que amigos e começa a ficar com ele no sofá.                                                                                                 |              |                                        |                   |                        |                        |
| 7 | 7            | "Christmas" "Natal"                    | Fred Savage       | Rachel Cohn            | 10 de novembro de 2020 |
| Lily acorda na manhã de Natal, esperando encontrar o caderno debaixo da árvore, mas não o encontra lá. Ela visita Lillian, que diz a ela que não viu o "Notebook Boy / Garoto do Caderno" desde que se conheceram, mas que, se ela receber o caderno, ela "dará imediatamente". Isso faz com que Lily faça a conexão de que o Dash da noite anterior é o "Garoto do Caderno". Ela liga para Boomer para confirmar e fica com o coração partido ao saber que Dash deixou a festa com Sofia, então ela vai para o McSorley's Old Ale House e fica bêbada. Ela manda uma mensagem para Edgar para ir ao pub e beijá-la, o que ele faz momentos antes de Dash chegar. Um flashback revela que Dash e Sofia se separaram mutuamente, mas passaram a noite na biblioteca, apenas fazendo Dash acordar em pânico porque esqueceu de entregar o caderno. Usando um aplicativo chamado "Manhattan Mommy" que Boomer baixou em seu telefone, Dash encontra Lily através de alguém que vê suas botas vermelhas, mas fica arrasado ao encontrá-la beijando Edgar. Na corrida de táxi para a casa de Lillian, Dash e Lily ficam bravos um com o outro por esconder a verdade e começam a acreditar que nenhum dos dois é a pessoa que cada um havia imaginado. Dash se recusa a comparecer ao jantar de Natal da família de Boomer e escreve uma carta de separação no caderno para Lily, que a recebe de Lillian. |              |                                        |                   |                        |                        |
| 8 | 8            | "New Year's Eve" "Véspera de Ano Novo" | Fred Savage       | Joe Tracz              | 10 de novembro de 2020 |
| Na véspera de Ano Novo no Strand, Mark, o balconista da loja, dá a Dash o caderno com uma mensagem de Lily, dizendo que ela concorda que o relacionamento deles nunca teria funcionado e que sua família está partindo em breve para Fiji. Dash acompanha Boomer para um show dos Jonas Brothers em Hudson Yards, onde ele o encontra com Priya, Sofia e os Challah Back Boys. Eles se encontram no trailer de Nick Jonas, onde Sofia diz a ele que, para reconquistar Lily, ele deve ser emocionalmente honesto. Nick entra e quase conta a Dash sobre como ele foi honesto com sua esposa antes de Dash agradecê-lo e planejar se encontrar com Lily no Strand. Enquanto isso, em um templo Zen, Arthur diz a Lily que permitirá que ela fique em Nova York com ele se ela admitir que Dash causou seu comportamento recente, que ele aprendeu com outra família. Lily assume a responsabilidade e chama sua família por suas falhas, mas Arthur se recusa a se comprometer. A caminho do aeroporto, Langston manda uma mensagem para Lily com uma foto de uma mensagem de Dash afirmando que ele sabe que está se apaixonando por ela. Lily sai do táxi e corre para o Strand, onde Jeff lhe dá as chaves para entrar. Após uma conversa verdadeira e sincera, Dash e Lily se beijam, iniciando seu relacionamento romântico.                                                                      |              |                                        |                   |                        |                        |

## Produção

### Desenvolvimento
A Netflix encomendou uma adaptação de 8 episódios de 30 minutos do romance de Levithan e Cohn em outubro de 2019. Joe Tracz é o showrunner da série e também atua como escritor e produtor executivo. Shawn Levy e Josh Barry da 21 Laps Entertainment, Nick Jonas da Image 32 e Brad Silberling também são produtores executivos com Levithan e Cohn coproduzindo executivamente. Os diretores incluem Silberling, Fred Savage e Pamela Romanowsky. Em 6 de outubro de 2021, a Netflix cancelou a série após uma temporada.

### Seleção de elenco
Foi anunciado junto com o pedido da série que Austin Abrams e Midori Francis seriam os personagens principais. Dante Brown e Troy Iwata estariam no elenco principal e Keana Marie, James Saito e Jodi Long no elenco recorrente. A segunda seleção do elenco foi anunciada em novembro de 2019 com Glenn McCuen, Michael Park, Gideon Emery, Jennifer Ikeda e Diego Guevara também no elenco recorrente. Foi anunciado em março de 2020 que Agneeta Thacker, Leah Kreitz e Ianne Fields Stewart se juntaram ao elenco.

### Filmagens
As gravações ocorreram em Nova York durante o outono e inverno de 2019.

## Lançamento
O teaser foi liberado em 7 de outubro de 2020. O trailer foi lançado em 23 de outubro de 2020. A série foi lançada em 10 de novembro de 2020.

## Recepção

### Resposta da crítica
Para a série, o agregador de resenhas Rotten Tomatoes relatou uma taxa de aprovação de 100% com base em 34 críticas, com uma classificação média de 7,64/10. O consenso dos críticos do site diz: "Protagonizada pelos encantadores Midori Francis e Austin Abrams, Dash & Lily é uma deliciosa comédia romântica com muita alegria natalina". O Metacritic deu à série uma pontuação média ponderada de 80 de 100 com base em 4 avaliações, indicando "avaliações geralmente favoráveis".
Algumas das críticas destacaram: "O que faz de Dash & Lily uma série imperdível para os jovens e todos aqueles com espírito juvenil que querem desfrutar de uma história ambientada no Natal, mas que pode ser vista a qualquer momento, graças ao seu ritmo, originalidade e charme." e que "Dash & Lily mantém seu charme até o fim." Na Variety foi destacado que "Dash & Lily da Netflix marca o início de uma doce e escapista alegria de Natal".
Em relação à história: "Embora a série seja uma história de Natal, ela também passa uma mensagem sobre se encaixar e permanecer fiel a si mesmo."

### Prêmios e indicações
| Ano  | Prêmio              | Categoria                                                                      | Nomeado(a)                                              | Resultado | Ref.                 |
| ---- | ------------------- | ------------------------------------------------------------------------------ | ------------------------------------------------------- | --------- | -------------------- |
| 2021 | Daytime Emmy Awards | Melhor Série para Jovens Adultos                                               | Dash & Lily                                             | Indicado  | [ 24 ] [ 25 ] [ 26 ] |
| 2021 | Daytime Emmy Awards | Melhor Atriz Principal em um Programa de Ficção Diurna                         | Midori Francis                                          | Indicado  |                      |
| 2021 | Daytime Emmy Awards | Melhor Atriz Coadjuvante em um Programa de Ficção Diurna                       | Jodi Long                                               | Venceu    |                      |
| 2021 | Daytime Emmy Awards | Melhor Equipe de Direção para um Programa de Ficção Diurna                     | Dash & Lily                                             | Indicado  |                      |
| 2021 | Daytime Emmy Awards | Melhor Equipe de Roteiristas para um Programa de Ficção Diurna                 | Dash & Lily                                             | Venceu    |                      |
| 2021 | Daytime Emmy Awards | Melhor Cinematografia                                                          | Dash & Lily                                             | Indicado  |                      |
| 2021 | Daytime Emmy Awards | Melhor Elenco para um Programa de Drama ou Ficção Diurna                       | Shayna Markowitz, Betsy Fippinger                       | Indicado  |                      |
| 2021 | Daytime Emmy Awards | Melhor Direção de Arte / Cenografia para um Programa de Drama ou Ficção Diurna | Jennifer Dehgan, Annie Simone, Amy Silver               | Indicado  |                      |
| 2021 | Daytime Emmy Awards | Melhor Figurinista / Estilista para um Programa de Drama ou Ficção Diurna      | Michelle Winters, Cristina Spiridakis, Courtney Wheeler | Indicado  |                      |
| 2021 | Daytime Emmy Awards | Melhor Penteado para um Programa de Drama ou Ficção Diurna                     | Marcel Dagenais, Elvira Gonzalez                        | Indicado  |                      |
| 2021 | Daytime Emmy Awards | Melhor Maquiagem para um Programa de Drama ou Ficção Diurna                    | Liz Coakley, Jacqueline Bensaid, Rebecca Levine         | Venceu    |                      |
| 2021 | Daytime Emmy Awards | Melhor Direção Musical e Composição para um Programa Diurno                    | Dan the Automator                                       | Indicado  |                      |